# Ânkhésenpépi Ire
Pour les articles homonymes, voir Ânkhésenpépi.
Ânkhésenpépi Ire est une reine de la VIe dynastie égyptienne. Elle est l'une des deux filles de Khoui et Nebet, nobles d'Abydos. Elle épouse Pépi Ier comme sa sœur Ânkhésenpépi II. Elle porte également le nom d'Ânkhnesmérirê Ire. Elle est la mère de Mérenrê Ier qui succédera à son père sur le trône pour un court règne.

## Généalogie
Bien qu'elle ne soit pas fille de roi (seulement de notables d'Abydos), elle épouse Pépi Ier, qui est au pouvoir pendant un demi-siècle (vers 2335/2285 av. J.-C.).
Elle lui donnera deux enfants, un garçon, Nemtyemsaf, le futur Mérenrê Ier, et une fille, Neith, qui épousera Pépi II.
Comme pour les reines de cette époque, il est probable qu'elle reçut le privilège de se faire bâtir un complexe funéraire à Saqqarah, non loin sans doute de la pyramide de son époux Pépi Ier ou bien de celle de son fils Mérenrê Ier. Aucune trace d'un tel monument n'a été mise au jour pour le moment.